# Rio Apa Roșie (Ozunca)
O Rio Apa Roşie é um rio da Romênia afluente do rio Ozunca, localizado no distrito de Covasna.